# Задача о принадлежности точки многоугольнику
В вычислительной геометрии известна задача об определении принадлежности точки многоугольнику. На плоскости даны многоугольник и точка. Требуется решить вопрос о принадлежности точки многоугольнику.
Многоугольник может быть как выпуклым, так и невыпуклым. Обычно предполагается, что многоугольник простой, то есть без самопересечений; но задачу рассматривают и для не-простых многоугольников. В последнем случае разные способы определения принадлежности точки многоугольнику могут привести к разным результатам.  Различают алгоритмы без предварительной обработки; и алгоритмы с предварительной обработкой, в ходе которой создаются некоторые структуры данных, позволяющие в дальнейшем быстрее отвечать на множество запросов о принадлежности разных точек одному и тому же многоугольнику.

## Метод трассировки луча

### Учёт числа пересечений
Один из стандартных методов определения принадлежности точки произвольному простому многоугольнику заключается в следующем. Выпустим луч из данной точки в произвольном направлении (например в положительном направлении горизонтальной оси), и посчитаем сколько раз луч пересекает рёбра многоугольника. Для этого достаточно пройтись в цикле по рёбрам многоугольника и определить, пересекает ли луч каждое ребро. Если число пересечений нечётно, то объявляется, что точка лежит внутри многоугольника, если чётно — то снаружи. Это основано на том простом наблюдении, что при движении по лучу с каждым пересечением границы точка попеременно оказывается то внутри, то снаружи многоугольника. Алгоритм известен под такими названиями, как crossing number (count) algorithm или even-odd rule.
В алгоритме возникает затруднение в вырожденном случае, когда луч пересекает вершину многоугольника. Один из приёмов для его преодоления заключается в том, чтобы считать, что такие вершины многоугольника лежат на бесконечно малую величину выше (или ниже) прямой луча, и стало быть пересечения на самом деле и нет. Таким образом, пересечение луча с ребром засчитывается, если один из концов ребра лежит строго ниже луча, а другой конец — выше или лежит на луче.
Алгоритм работает за время O(N) для N-угольника.

### Учёт числа оборотов
Рассмотрим число оборотов, которое делает ориентированная граница многоугольника вокруг данной точки P. В алгебраической топологии это число называется индексом точки относительно кривой. Оно может быть вычислено следующим образом. Как и раньше, выпустим луч из P в произвольном направлении и рассмотрим рёбра, которые он пересекает. Каждому пересечению присвоим число +1 или -1, в зависимости от того, как ребро пересекает луч — по часовой (слева направо) или против часовой стрелки (справа налево). Эти два случая можно различить по знаку скалярного произведения между направляющим вектором ребра и нормалью к направляющему вектору луча. Сумма полученных величин и есть индекс точки относительно кривой. Сумма будет положительной или отрицательной, в зависимости от ориентации границы. Если она не равна нулю, то будем считать, что точка лежит внутри многоугольника, иначе — снаружи.
Такой алгоритм известен под названием nonzero winding rule.
Для простых многоугольников этот метод работает так же, как и метод, основанный на подсчёте числа пересечений. Разница между ними проявляется при рассмотрении многоугольников с самопересекающейся границей.

## Метод суммирования углов
Можно определить, что точка P находится внутри многоугольника с вершинами V0, V1, ..., Vn = V0, вычислив сумму:
{\displaystyle \sum _{i=1}^{n}\phi _{i},}
где {\displaystyle \phi _{i}} — угол (в радианах и со знаком) между лучами PVi − 1 и PVi, то есть:
{\displaystyle \phi _{i}=\arccos \left({\frac {PV_{i-1}\cdot PV_{i}}{|PV_{i-1}|\cdot |PV_{i}|}}\right)\operatorname {sign} \left(\det {\begin{pmatrix}PV_{i-1}\\PV_{i}\end{pmatrix}}\right).}
Можно доказать, что эта сумма есть не что иное, как winding number точки P относительно границы многоугольника, с точностью до константного множителя {\displaystyle 2\pi }. Поэтому можно считать, что точка лежит снаружи многоугольника, если сумма равна нулю (или достаточно близка к нему, если используется приближённая арифметика). Однако данный метод весьма непрактичен, так как требует вычисления дорогостоящих операций для каждого ребра (обратных тригонометрических функций, квадратных корней), и был даже назван «худшим в мире алгоритмом» для данной задачи.
К. Вейлером был предложен практичный вариант этого метода, избегающий дорогостоящих операций и приближенных вычислений. Было показано, что сумму углов можно вычислить, используя лишь операцию классификации точки многоугольника по квадрантам относительно точки P. Алгоритм Вейлера и некоторые улучшения к нему описываются в.

## Алгоритмы c предобработкой

### Выпуклые и звёздные многоугольники
Принадлежность точки выпуклому или звёздному N-угольнику может быть определена при помощи двоичного поиска за время O(log N), при затрате O(N) памяти и O(N) времени на предварительную обработку.

### Произвольный многоугольник
Задачу о принадлежности точки произвольному простому многоугольнику можно рассматривать как частный случай задачи о локализации точки в планарном подразбиении. Для N-угольника эта задача может быть решена за время O(log2 N) с использованием O(N) памяти и O(N log N) времени на предобработку.